# Kaipokok River
Der Kaipokok River ist ein 44 km langer Fluss im Osten der Labrador-Halbinsel in der kanadischen Provinz Neufundland und Labrador.

## Flusslauf
Der Kaipokok River entsteht am Zusammenfluss seiner beiden Quellflüsse North Branch (51 km lang) und South Branch (58 km lang). Er fließt in überwiegend ostnordöstlicher Richtung. Dabei durchfließt er die beiden Seen West Micmac Lake und East Micmac Lake, bevor er in das Kopfende der langgestreckten Kaipokok Bay, 20 km südwestlich der Siedlung Postville. Der Kaipokok River entwässert ein Areal von 2499 km². Im Norden grenzt das Einzugsgebiet an das des Kanairiktok River.

## Flussfauna
Im Kaipokok River kommen Atlantischer Lachs, Bachsaibling, Wandersaibling und Arktischer Stint vor. Es kommt im Jahr zu zwei Lachswanderungen: Die erste dauert von Mitte Juli bis Mitte August, die zweite im Oktober.